# Silan Maria Budak Rasch
Silan Maria Budak Rasch (født 7. december 1992) er en dansk/kurdisk skuespiller og tegnefilmsdubber. Hun går på Skuespillerskolen ved Göteborgs Universitet, Artisten  hvor hun læser til skuespiller Silan har taget flere kurser på Det Danske Filmskuespillerakademi i København. Silan Maria Budak Rasch var kulturambassadør i Valby i Kunståret 2013. Silan er i efteråret 2019 i praktik på Malmö stadsteater i forestillingen "Hans och Greta 2.0" hvor hun spiller rollen som Greta.

## Dubbing
Silan Maria Budak Rasch er kendt for sin stemme i diverse tegnefilm. 
| År   | Serie/film                                | Rolle(r)                                                                                            |
| ---- | ----------------------------------------- | --------------------------------------------------------------------------------------------------- |
| 2010 | My Little Pony: Venskab er ren magi       | Twillight Sparkle                                                                                   |
| 2011 | "Transformers Prime"                      | Sierra                                                                                              |
| 2012 | "Lemonade mouth (reklame)"                | Stella                                                                                              |
| 2012 | "Ben 10 - Ultimate Alien 2"               | Julie Yamamoto, Elena Validus samt Eunice                                                           |
| 2012 | "Transformers Prime"                      | Sierra                                                                                              |
| 2013 | "Ben 10 - omniverse"                      | Julie Yamamoto samt skurken Nancy                                                                   |
| 2014 | "TURBO F.A.S.T"                           | -                                                                                                   |
| 2014 | "Space Dogs 2" (tegnefilm)                | Fifi                                                                                                |
| 2014 | "Windstorms" (live-action film)           | Michelle                                                                                            |
| 2014 | "How To Rock"                             | Grace King                                                                                          |
| 2014 | "Sam & Cat"                               | Nora                                                                                                |
| 2014 | "Total Drama Pahkitew Island"             | Amy                                                                                                 |
| 2014 | "Lalaloopsy (sæson 1)"                    | Crumbs Sugar Cookie                                                                                 |
| 2014 | "Wolfblood (sæson 2)"                     | Jana                                                                                                |
| 2014 | "Hello Kitty Æbleskoven og Parallelzonen" | Montine og Helena                                                                                   |
| 2014 | "Mr. Stink"                               | Rosamunde (org. Pippa)                                                                              |
| 2014 | "Lalaloopsy (sæson 2)"                    | Crumbs Sugar Cookie, Suzette La Sweet, Specs Reads-a-Lot, Candle Slice O' Cake & Winther Snowflake. |
| 2014 | "Wolfblood (sæson 3)"                     | Jana                                                                                                |
| 2015 | "Wolfblood (special)"                     | Jana                                                                                                |
| 2015 | "LEGO Friends"                            | Tanya                                                                                               |
| 2015 | "Jörgen och Anne"                         | Stine-Maria og Au Pair.                                                                             |
| 2015 | "Monster High 19"                         | Isi Dawndancer                                                                                      |
| 2015 | "Star vs. Mørkets Kræfter"                | Star Butterfly (Dansk: Stella sommerfugl)                                                           |
| 2015 | "Total drama: Det dondristige kapløb"     | Stephanie og Laurie                                                                                 |
| 2016 | "Woolfblood" (Season 4)                   | Jana                                                                                                |
| 2016 | "Star vs. Mørkets Kræfter" (season 2)     | Star Butterfly (Dansk: Stella Sommerfugl)                                                           |
| 2017 | "My little pony the movie commercial"     | Twillight Sparkle                                                                                   |
| 2017 | "Star vs Mørkets Kræfter" (season 2)      | Star Butterfly (Dansk: Stella Sommerfugl)                                                           |
| 2018 | "Star vs Mørkets Kræfter" (season 3)      | Star Butterfly (Dansk: Stella Sommerfugl)                                                           |
| 2019 | "Star vs Mørkets Kræfter" (season 4)      | Star Butterfly (Dansk: Stella Sommerfugl)                                                           |
| 2019 | "Sydney to the Max"                       | Gretchen, samt div. mindre.                                                                         |
| 2024 | Inderst Inde 2                            | Misundelse                                                                                          |

## Teater
- "Hans och Greta 2.0" på Malmö Stadsteater i rollen som Greta, instr. Moqi Simon Trolin., 2019.[11]
- "Igenom rum" på Konstepidemin, inst. Ylva Frick, 13FESTIVALEN i Göteborg [12], 2018.
- Ingrid i forestillingen "Det forbudte" (org. Det förbjudna) inspireret af stykket "Jernbyrd", af Magnus Dahlström på KulturNatten i Göteborg, 2017. [13]
- Flora i Rasmus Klumps Hus, -Gemmeleg, -Fødselsdag, -Ohøj og -Møjsengøjser Tivoli, 2016
- Una i Den lille havfrue i Tivoli, Tivoli, 2016
- Medvirker i revyen "Den er stor", af Studenterrevyen, 2016.
- Medvirker i forestillingen På vej af Teatergrad 2015. [14]
- Flora i Rasmus Klumps Hus, -Hvor har du været Rasmus, -Fødselsdag, -Livret og -holder hof, -Bøh Tivoli, 2015
- Una i Den lille havfrue i Tivoli, Tivoli, 2015
- Tivoli kontrollør i forestillingen Rasmus Klump - Vild med dans på Pantomime Teatret i Tivoli, Tivoli, 2014
- Flora i Rasmus Klumps Hus, -Livret og -holder hof, Tivoli, 2014
- Una i Den lille havfrue i Tivoli, Tivoli, 2014
- Anne i Hvem vil leve for evigt, Gæstespil på PlayCPH, 2013
- Performer i DOGTALK, performance ved Århus Festuge, 2013[15]

Rasch har derudover også medvirket i div. semi-professionelle opsætninger bl.a. ved mastodonterne.

## TV/Film
- Danish Air Transport reklame, 2015
- CBB reklamen Få det sagt, 2014
- McDonalds reklamen smoothies - DK, 2014
- Telenor's reklame (internet) Robbie kampagne, 2013
- Birolle i DR2's serie [16] (Afsnit 1&4 af 8), 2013
- Gitte i TV2's dokudrama [17], 2013
- Landbrughøjskolens reklame, TV2 [18], 2011
- TLC's reklame Crime nights, 2011
- Ung sekretær i Tarok, 2013
- Fast statist i Når klokken ringer - nordic, Disney Channel, 2010
- Undervisningsfilm for socialstyrelsen, [19]
- Undervisningsfilm Usynlige piger', 2008

Samt andre mindre roller i bl.a. REMIX, Tempelriddernes skat 2 etc.